# Lizzanello
Lizzanello é uma comuna italiana da região da Puglia, província de Lecce, com cerca de 10.162 habitantes. Estende-se por uma área de 25 km², tendo uma densidade populacional de 406 hab/km². Faz fronteira com Caprarica di Lecce, Castri di Lecce, Cavallino, Lecce, Vernole.